# إليزابيث الكسندر (كاتبة)
إليزابيث الكسندر (بالإنجليزية: Elizabeth Alexander) هي أكاديمية وأستاذة مدرسة ومُدرسة وكاتبة مسرحية وبروفيسورة وكاتِبة وشاعرة أمريكية، ولدت في 30 مايو 1962 في هارلم في الولايات المتحدة.

## وصلات خارجية
- الموقع الرسمي
- إليزابيث الكسندر على موقع ميوزك برينز (الإنجليزية)
- إليزابيث الكسندر على موقع ديسكوغز (الإنجليزية)